# Ivo Pauwels (acteur)
Ivo Pauwels (Antwerpen, 18 augustus 1938 – Lier, 8 september 2023) was een Belgisch acteur.

## Biografie
Pauwels was op zijn achttiende actief bij het Vlaams Schouwtoneel waarmee hij een tournee maakte naar Belgisch-Congo in 1958. Pauwels studeerde af met grote onderscheiding aan het Studio Herman Teirlinck en was in 1963 verbonden aan de K.N.S. en later aan het Koninklijk Jeugdtheater. Verder speelde hij ook in producties van Het Fakkel Theater, EWT, Arca en de Zwarte Komedie. Ondertussen had Pauwels samen met Ruud de Ridder het Echt Antwaarps Teater opgericht. Zijn bekendste rol is die van Nonkel Jef Melkenbeek, de gierige en eigenwijze boer in de sitcom Nonkel Jef. Hij speelde Nonkel Jef ook in het theater in "De Komedie Compagnie".  
Bij de gemeenteraadsverkiezingen in 2012 trok Pauwels de socialistische splinterpartij Groot Heist Anders uit Heist-op-den-Berg, maar hij werd niet verkozen. In 2000 werd hij verkozen als gemeenteraadslid voor de lokale lijst De Nieuwe Aanpak in Tremelo. Hij nam begin 2004 ontslag om, geheel volgens afspraak, plaats te maken voor een partijgenoot.
Een autobiografie is in oktober 2020 verschenen onder de titel Dedju.

## Privéleven en overlijden
Pauwels was de broer van acteur Jan Pauwels en grootvader van Ketnet-wrapster Nona 't Jolle. Hij werd in de nacht van 7 op 8 september 2023 met hartproblemen in het ziekenhuis van Lier opgenomen, waar hij ondanks een spoedoperatie op 85-jarige leeftijd overleed.